# Kleinbottwar
Kleinbottwar est un quartier qui a été incorporé en 1971 dans la commune de Steinheim an der Murr dans l'arrondissement de Ludwigsburg au Bade-Wurtemberg.

## Personnalités liées au quartier
- Eduard Zeller qui y est né (avant que la ville ne soit incorporé dans Steinheim an der Murr).